# Hongrie royale
juillet 1526 – mars 1718
Entités précédentes :
- Royaume de Hongrie

Entités suivantes :
- Royaume réunifié de Hongrie

Le terme de Hongrie royale (en hongrois : Királyi Magyarország, en allemand : Königliches Ungarn) désigne la partie occidentale de la Hongrie médiévale, qui reconnaît l'autorité des Habsbourg. Il est employé par opposition à la Hongrie ottomane et à la Hongrie orientale (ou Transylvanie), pour la période allant de la chute du royaume de Hongrie après la bataille de Mohács le 29 août 1526 jusqu'à la réunification du royaume après la défaite des Ottomans et la signature du traité de Passarowitz le 21 juillet 1718.

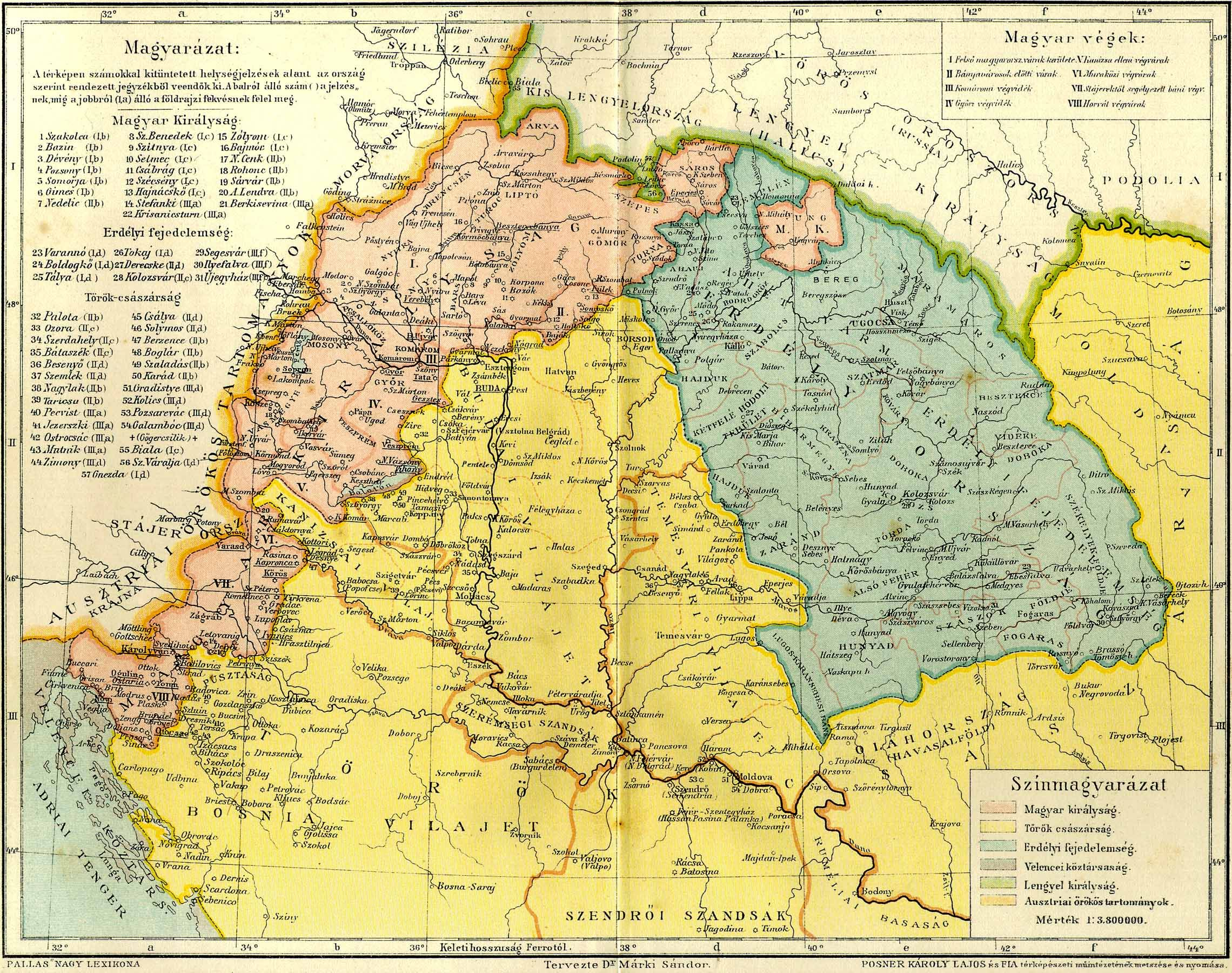
La Hongrie en 1629 : Hongrie royale en rose, Empire ottoman en jaune, Principauté de Transylvanie en bleu-vert

## Dévolution de la couronne de Hongrie
La mort sur le champ de bataille du roi légitime, Louis II, ouvre une crise de succession dans le royaume, tandis que la plaine hongroise est progressivement conquise par les Turcs ottomans.

### Compétition pour la couronne
Dans les années qui suivent, un conflit divise la noblesse du royaume, dont aucun des champions ne se montre capable de résister à la conquête ottomane. D'une part, les partisans d'une monarchie élective nationale, garants de la tradition dans la dévolution de la couronne, de l'autre, les partisans de l'élection d'un membre de la famille de Habsbourg sur le trône de Saint-Étienne. Plusieurs légitimités dynastiques s'affrontent donc pour la possession de la couronne de Hongrie ; cependant des accords régissent les relations entre le prince de Transylvanie, vassal du sultan ottoman, et le royaume de Hongrie.
Deux monarques sont ainsi élus, Ferdinand Ier, frère de Charles Quint et Jean Szapolyai, qui se déclare vassal de Soliman le Magnifique ; cependant, les échecs essuyés par les Ottomans devant Vienne en 1529 puis en 1532 incitent le Sultan ottoman à achever la conquête du royaume de Hongrie : la ville de Buda est conquise en 1541, la Transylvanie est vassalisée sous le sceptre de Jean-Sigismond.

### Dévolution définitive aux Habsbourg
En octobre 1687, la diète de Presbourg, qui siège dans le contexte de la défaite turque devant Vienne, reconnaît la dévolution définitive de la couronne à la famille de Habsbourg, alors représentée par l'archiduc Joseph comme titulaire de la couronne.
Les règles de transmission de la couronne sont également définitivement fixées, garantissant la transmission de la couronne en ligne masculine à la famille des Habsbourg.

## Les trois Hongries de la période 1526-1718
- Hongrie royale
- — dont Croatie
- Empire ottoman
- — dont principautés vassales (Transylvanie notamment)

- Hongrie royale
- — dont Croatie
- Empire ottoman
- — dont principautés vassales, hongroises (Imre Thököly au nord, Transylvanie au centre-est) et roumaines (principautés danubiennes de Moldavie et Valachie)

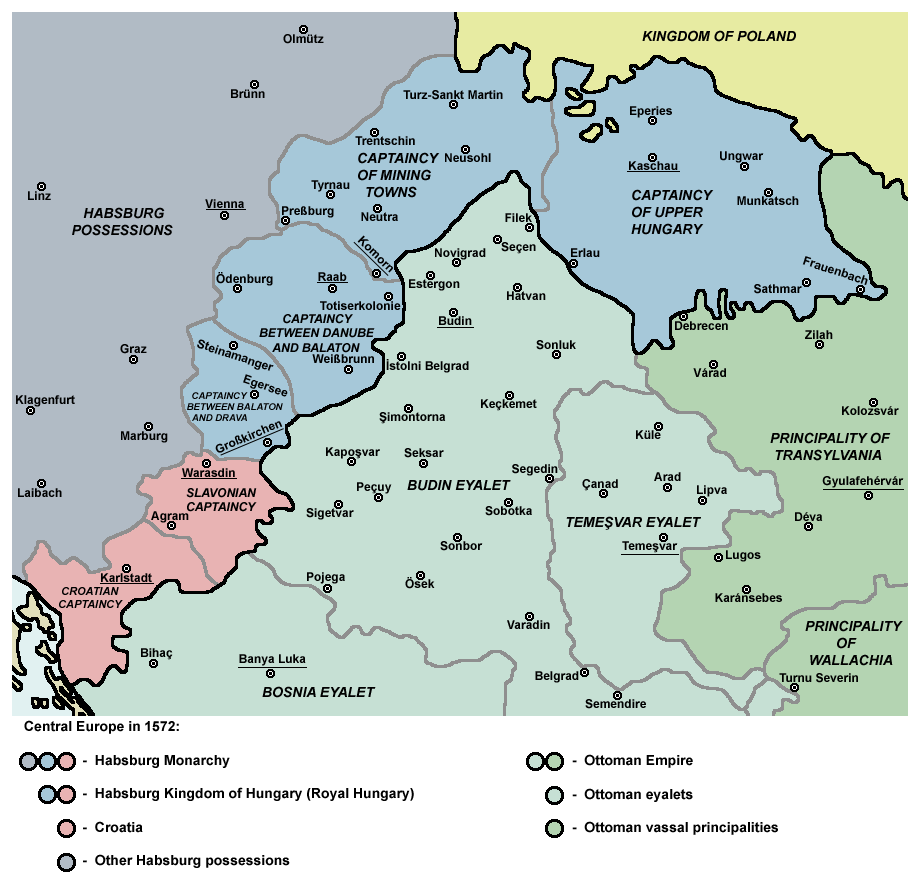
Situation de la Hongrie en 1572 :
— dont Croatie
— dont principautés vassales (Transylvanie notamment)

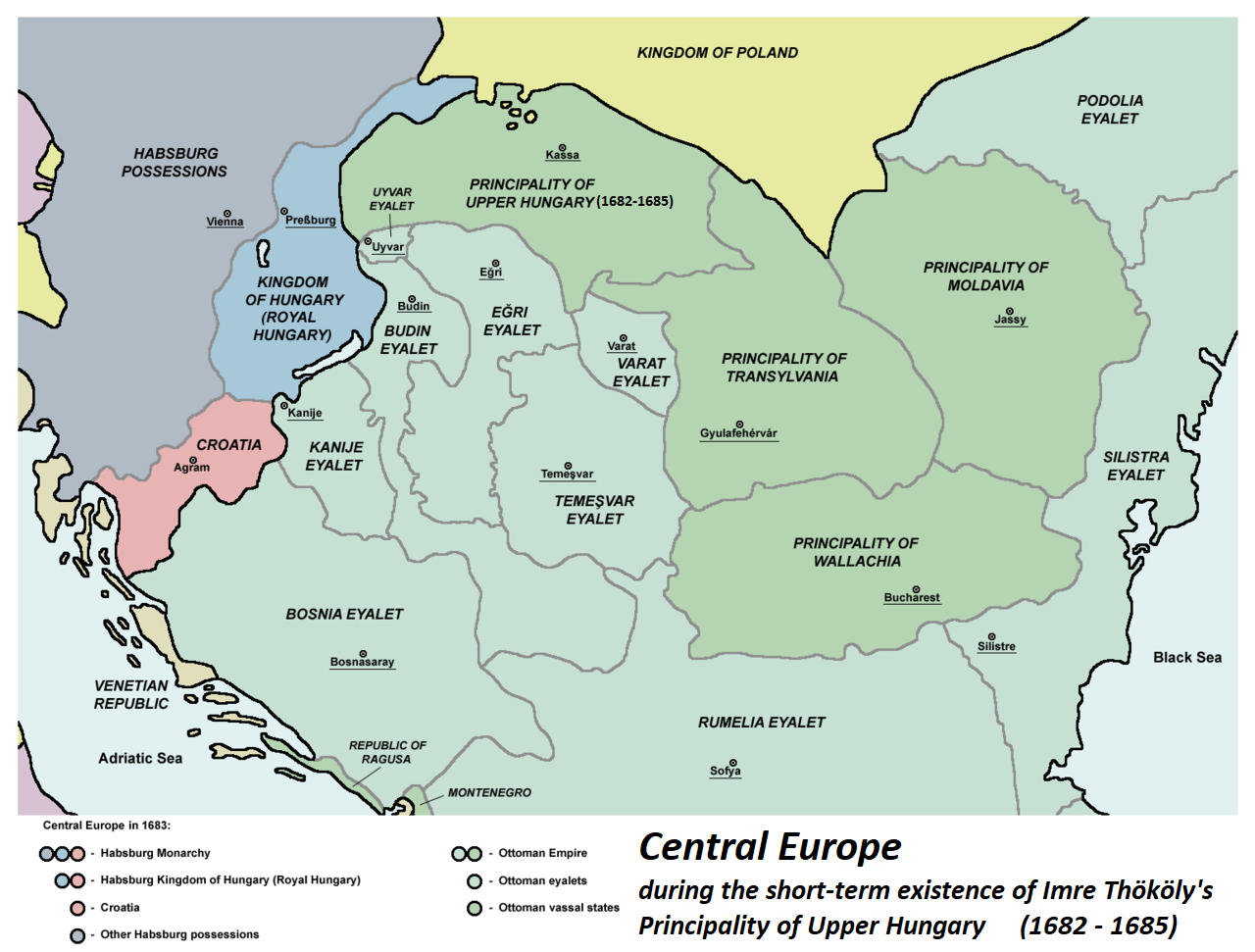
Situation de la région du bas-Danube en 1683 :
— dont Croatie
— dont principautés vassales, hongroises (Imre Thököly au nord, Transylvanie au centre-est) et roumaines (principautés danubiennes de Moldavie et Valachie)

Le territoire du royaume est ainsi divisé en trois entités distinctes :
- au centre et au sud, les territoires occupés et administrés directement par les Ottomans regroupent la Hongrie centrale, comprenant la plaine hongroise et centrée autour de Buda;
- à l'ouest, les territoires contrôlés par les Habsbourg, rois nominaux de Hongrie à partir de 1538, forment une large bande de terre à proximité de l'Empire, en Hongrie occidentale et Haute-Hongrie, et paient un tribut symbolique au sultan ottoman en échange de la paix[6] ;
- à l'Est la principauté de Transylvanie, vassale des Ottomans, paye aussi un tribut annuel au sultan turc et reconnaît sa suzeraineté mais agit de fait comme une monarchie indépendante.

Comme le royaume de Hongrie avant 1526, la Hongrie royale dévolue aux Habsbourg se compose de deux entités, le royaume de Hongrie proprement-dit et le royaume de Croatie, qu'un accord a liés dans le cadre d'une union personnelle, mise en place en 1102, le roi de Hongrie étant proclamé roi de Croatie.
À cette même époque, on parle de la Haute-Hongrie pour faire référence aux territoires de la Slovaquie actuelle. La Haute-Hongrie est longuement disputée entre la Hongrie royale des Habsbourg (1522-1645), des princes hongrois comme Imre Thököly (1682-1685, bref règne présenté par l'historiographie hongroise moderne comme une « principauté de Haute-Hongrie ») et la principauté hongroise de Transylvanie agrandie du partium (1645-1682 et 1685-1699, principauté que l'historiographie hongroise moderne présente comme un « royaume de Hongrie orientale »).

## Défense de la Hongrie royale face aux Ottomans
Entre 1529 et 1566, la Hongrie royale constitue une marche avancée et militarisée du saint-Empire romain germanique face à l'expansion ottomane, que les armées de mercenaires soldés par le roi Ferdinand se montrent incapables de stopper, : c'est la « Longue Guerre ».
À partir de 1568, le traité d'Andrinople, paix de compromis entre le sultan turc Sélim II et l'empereur germanique Maximilien Ier, fixe la frontière entre la Hongrie royale et la Hongrie ottomane. Les Habsbourg organisent la mise en défense de la Hongrie royale. En 1593, la guerre reprend entre les deux protagonistes, mais n'aboutit qu'à maintenir le statu quo de 1568, garanti par la signature d'une paix en 1604. En 1661, mettant fin à un demi-siècle de paix, les Ottomans, dirigés par les vizirs albanais, relancent les hostilités, font la conquête des forteresses défendant Presbourg, semant la panique dans le royaume et au-delà, mais, à la suite d'une brillante campagne conclue par la victoire de Saint-Gothard, un trêve de vingt ans est signée à Vasvár le 10 août 1664.

### Une société militarisée
De par sa composition, la Hongrie royale voit sa société se militariser, et une alliance se noue progressivement entre le pouvoir royal et les familles nobiliaires. Une bande de terre de 1 000 km de longueur sur 50 à 100 kilomètres de largeur est ainsi organisée.
Un réseau de forteresses modernisées est ainsi pensé et érigé par les ingénieurs au service du roi ; il s'appuie à la fois sur des forteresses modernes ou modernisées et sur des petits forts de moindre prétention. La centaine de forteresses qui le composent à la fin du XVIe siècle est intégré dans le système de défense de la Chrétienté face aux Turcs ; Au XVIIe siècle, leur nombre est réduit, mais leur répartition est mieux pensée à des points stratégiques du territoire. Ces fortifications sont ainsi érigées le long des voies de communication, contrôlant les carrefours importants. Le coût total de cette politique est évalué, à la fin du XVIe siècle à deux millions de florins du Rhin, financés par les impôts perçus par le roi sur les autres royaumes détenus par la branche autrichienne de la famille de Habsbourg, et les autres principautés impériales. Ce réseau de forteresses, mis en place et financé par le monarque, est complété par les soixante à soixante-dix forteresses possédées par les grandes familles nobles : ces forteresses appuyées sur la richesse terrienne de leurs propriétaires sont cependant entretenues ou rachetées par le monarque.
À ce réseau de forteresses s'ajoute une réorganisation de l'armée royale hongroise, commencée dès la fin du XVe siècle. De nouvelles unités sont ainsi mises en place, tandis que la cavalerie lourde disparaît. Les unités légères sont ainsi privilégiées dans ces nouveaux confins militaires, la nature de la guerre qui y est menée obligeant à repenser le système militaire de la Hongrie royale : peu cuirassées, les unités de cavalerie se voient dotés d'armes à feu perfectionnées, à côté de leur armement traditionnel composé de sabre, de lances et de boucliers.
Les Habsbourg s'appuient également sur les armées privées de pandoures, recrutées par des grandes familles afin de défendre leurs terres face aux incursions ottomanes. Ces armées privées apportent un soutien non négligeable aux Habsbourg, puisqu'elles participent à la mise en défense du territoire : la forteresse d'Onod, en Haute-Hongrie, est ainsi gardée par 852 soldats, dont 500 dépendent du roi et 352 sont des pandoures et des haïdouks, paysans s'étant faits mercenaires à la suite de la crise de l'élevage à la du XVIe siècle en Europe centrale. Le rôle de ces armées est officialisé par les arrêtés de la diète de 1649, fixant notamment les conditions d'appel à ces unités. Ces armées sont alors massivement utilisées pour contrer la présence ottomane, les Habsbourg étant détournés des opérations en Hongrie royale par leurs campagnes en Europe occidentale.
La Hongrie royale apparaît, dès 1550, comme un espace de guerre permanente. Ainsi, les unités hongroises agissent, durant les conflits avec les Ottomans, de façon autonome, dans le cadre d'une stratégie générale.

## Institutions et organisation

Drapeau de la Hongrie royale au XVe siècle.

Tout en maintenant les institutions médiévales, les souverains Habsbourg qui se succèdent sur le trône de Saint-Étienne mettent en place de nouvelles institutions, mènent une politique de centralisation administrative.
Le palatinat, la chambre des comptes et le conseil du royaume sont ainsi maintenues, mais voient leurs pouvoirs rognés par des institutions auliques, dépendant directement du roi, plus souvent à Vienne et en Autriche que dans le royaume. Sont ainsi mises en place une chambre des comptes aulique et un conseil de guerre aulique.
La nouvelle organisation militaire (végvár) et administrative de la Hongrie royale était faite des capitaineries (főkapitányság) suivantes :
- capitainerie de Haute-Hongrie (Felső-magyarországi),
- capitainerie des villes minières (Bányavárosi),
- capitainerie entre Danube et Balaton (Duna és Balaton közötti),
- capitainerie entre Balaton et Drave (Balaton és Dráva közötti),
- capitainerie wende, ou de Varaždin (Vend / Varasdi),
- capitainerie croate, ou de Karlovac (Horvát / Károlyvárosi).

Dans de nombreux cas, le siège de la capitainerie est intégré dans le réseau défensif du royaume : les villes fortifiées deviennent le siège de la vie économique et politique du royaume.
Ce réseau administratif permet au souverain de mettre en place une fiscalité, dont le rendement annuel s'élève à 700 000 florins à la fin du XVIe siècle.
À ce réseau mis en place pour faire face aux nouvelles réalités, se superposent les institutions de la période précédente : ainsi, les comitats médiévaux continuent d'exister, la noblesse chargée d'en assurer la gestion au sein des assemblées propres à chacun d'entre eux se réunissant en Hongrie royale.

### Conflits et révoltes
À partir des années 1550, la réforme calviniste commence à se répandre parmi les Magyars, tant dans le royaume qu'en Transylvanie et qu'en Hongrie ottomane.
Dans les années 1604-1606, les attaques des nobles hongrois, en révolte contre le roi Habsbourg, obligent ce dernier à conclure la paix avec les Ottomans et à leur accorder la liberté de conscience, reconnue par les articles de la paix de Vienne en 1606, qui élargit à la Hongrie royale l’édit de tolérance de 1568 par lequel tant le luthéranisme que le calvinisme et l'unitarisme étaient, à égalité avec le catholicisme, des « religions acceptées » (receptæ ) dans la principauté hongroise de Transylvanie. Cependant, en dépit de la paix de 1606, garantissant une certaine liberté de conscience aux sujets du royaume de Hongrie, les évêques catholiques, soutenus par les Jésuites,, continuent la politique de vexations à l'encontre des protestants de la Hongrie royale.
En dépit de la proximité ottomane, les nobles hongrois continuent de mener des révoltes contre le pouvoir centralisateur des Habsbourg, en s'appuyant sur la bulle d'or accordée en 1222 par le roi André II à la noblesse et aux communes du royaume : dans ce contexte, la révolte contre le souverain, jugé arbitraire, constitue un devoir des sujets hongrois. Ces révoltes nobiliaires fréquentes sont souvent motivées par le souhait des communes et des nobles hongrois de préserver respectivement leurs franchises et privilèges. De nombreuses révoltes émaillent donc l'histoire du royaume de Hongrie sous la souveraineté des monarques Habsbourg, au fil des XVIe et XVIIe siècles.